# پیتر پیتر
پیتر پیتر (انگلیسی: Peter Peter؛ زادهٔ ۱۲ اوت ۱۹۶۰) خواننده و گیتارنواز اهل دانمارک است.

## گزیدهٔ فیلم‌شناسی
- خیزش والهالا (۲۰۰۹)
- موادفروش ۳ (۲۰۰۵)
- موادفروش ۲ (۲۰۰۴)
- بلیدر (۱۹۹۹)
- کنستانتس (۱۹۹۸)
- موادفروش (۱۹۹۶)